# Chromodoris lochi
Chromodoris lochi Rudman, 1982 è un mollusco nudibranchio della famiglia Chromodorididae.

## Descrizione
Corpo colore azzurro blu, con tre strisce nere caratteristiche, le due più esterne spesso unite ad anello e la centrale talvolta poco marcata. Parte esterna del mantello bianca, più raramente gialla. Rinofori e branchie gialle, arancio o rosa. Lungo fino a 3 centimetri.

## Biologia
Si nutre di spugne del genere Hyattella o di Spongia mycofijiensis.

## Distribuzione e habitat
Oceano Indiano, fino alle Figi.